# Clanis bilineata
Clanis bilineata är en fjärilsart som beskrevs av Walker 1866. Clanis bilineata ingår i släktet Clanis och familjen svärmare. Inga underarter finns listade i Catalogue of Life.

## Beskrivning

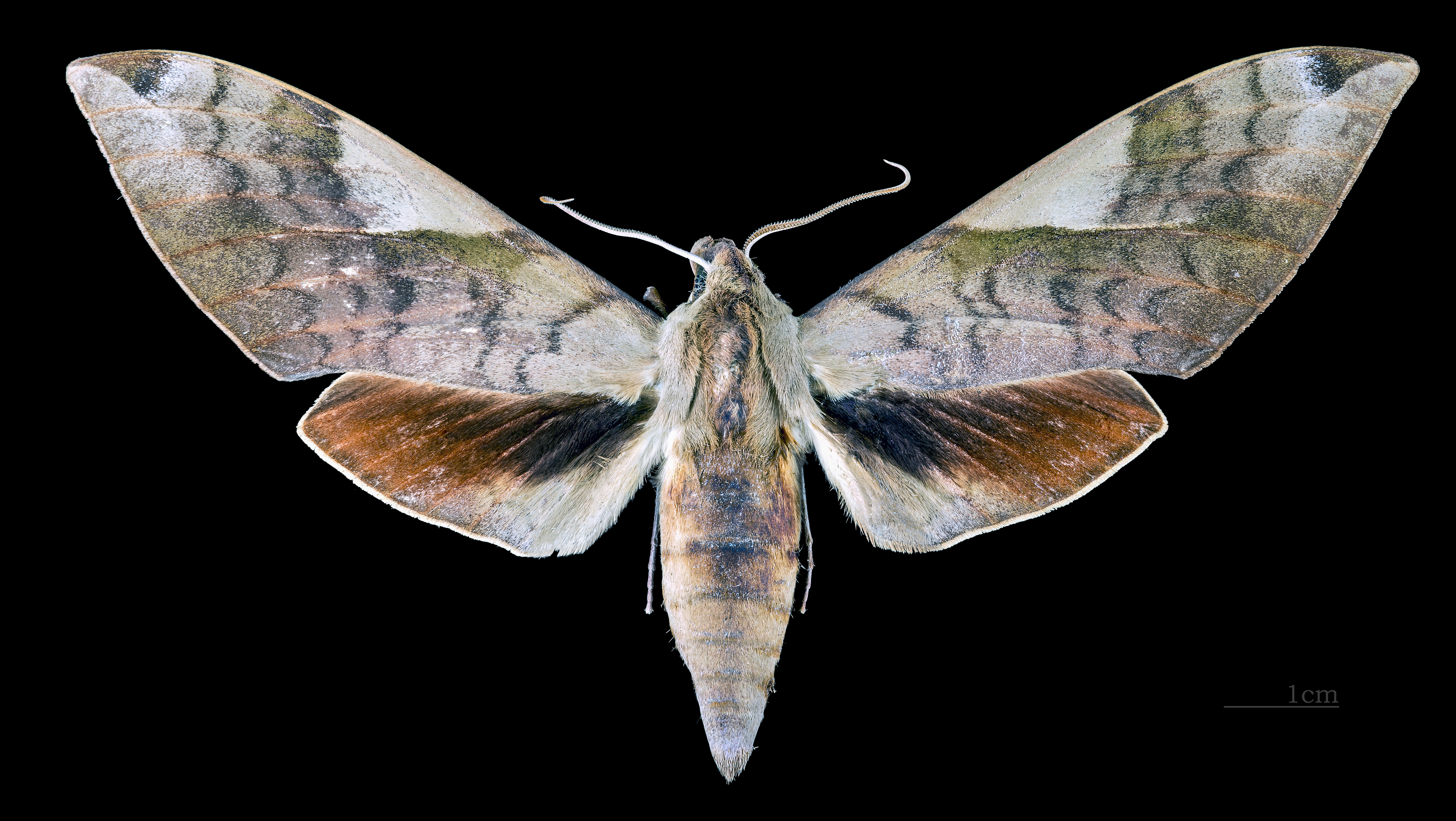
Clanis bilineata bilineata ♂
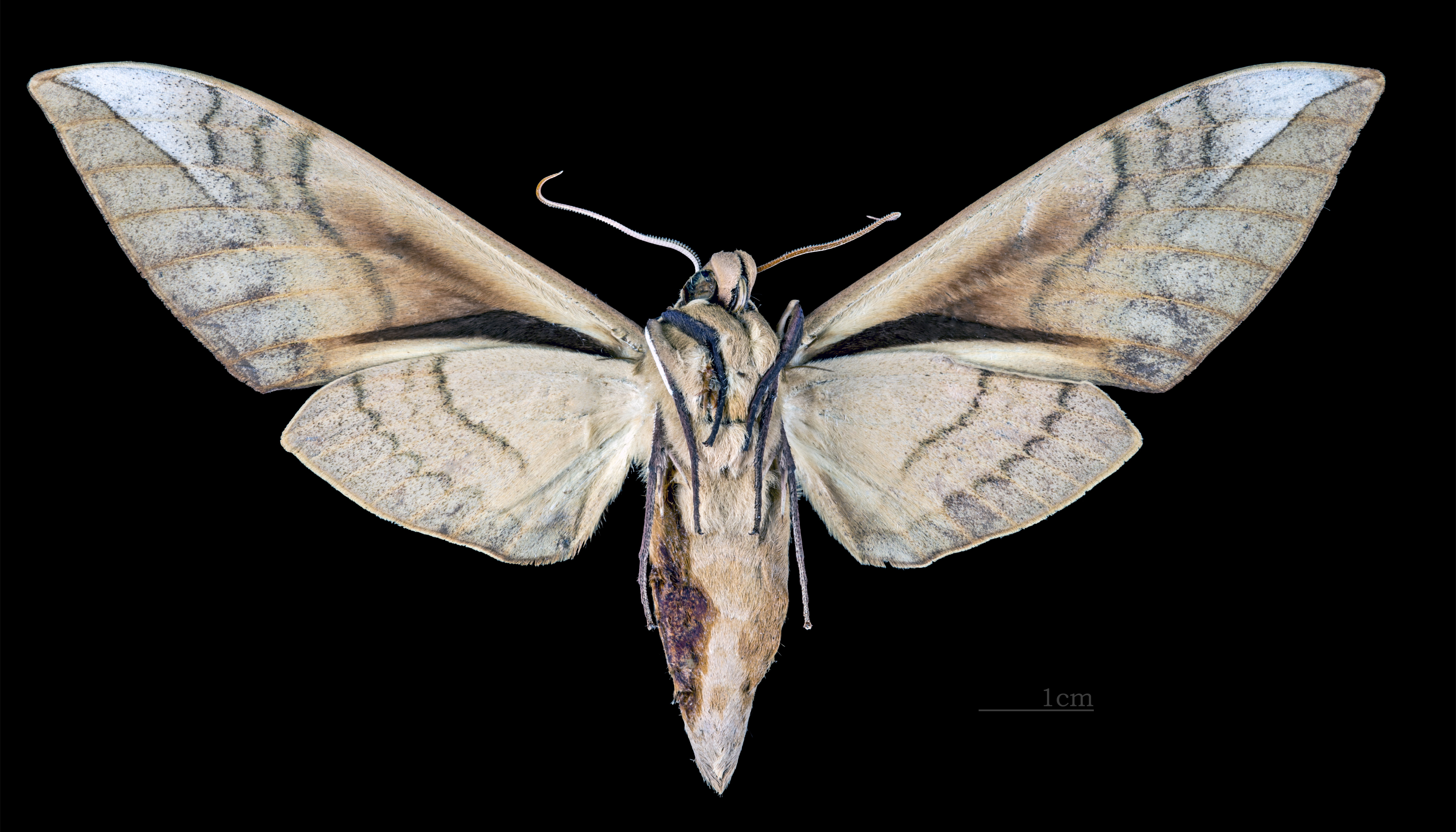
Clanis bilineata bilineata ♂  △
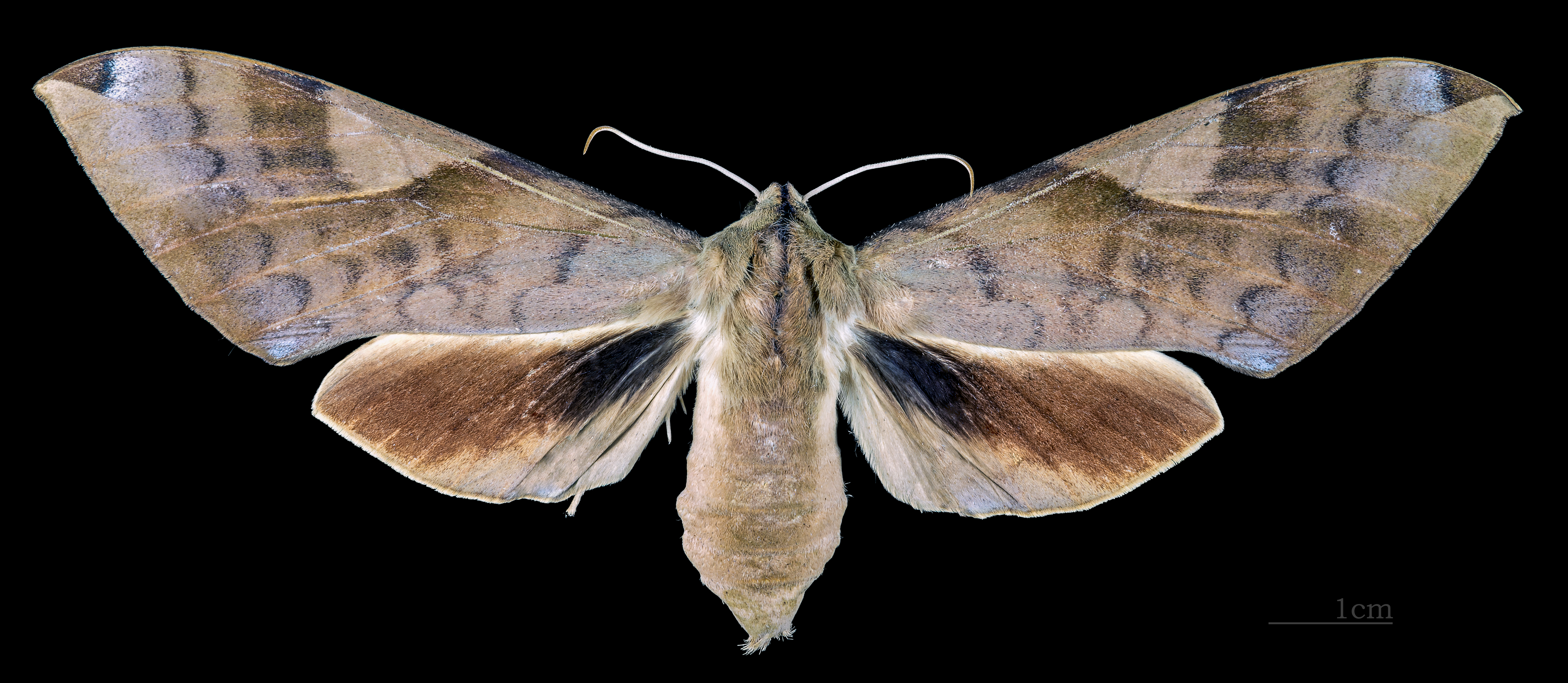
Clanis bilineata bilineata ♀
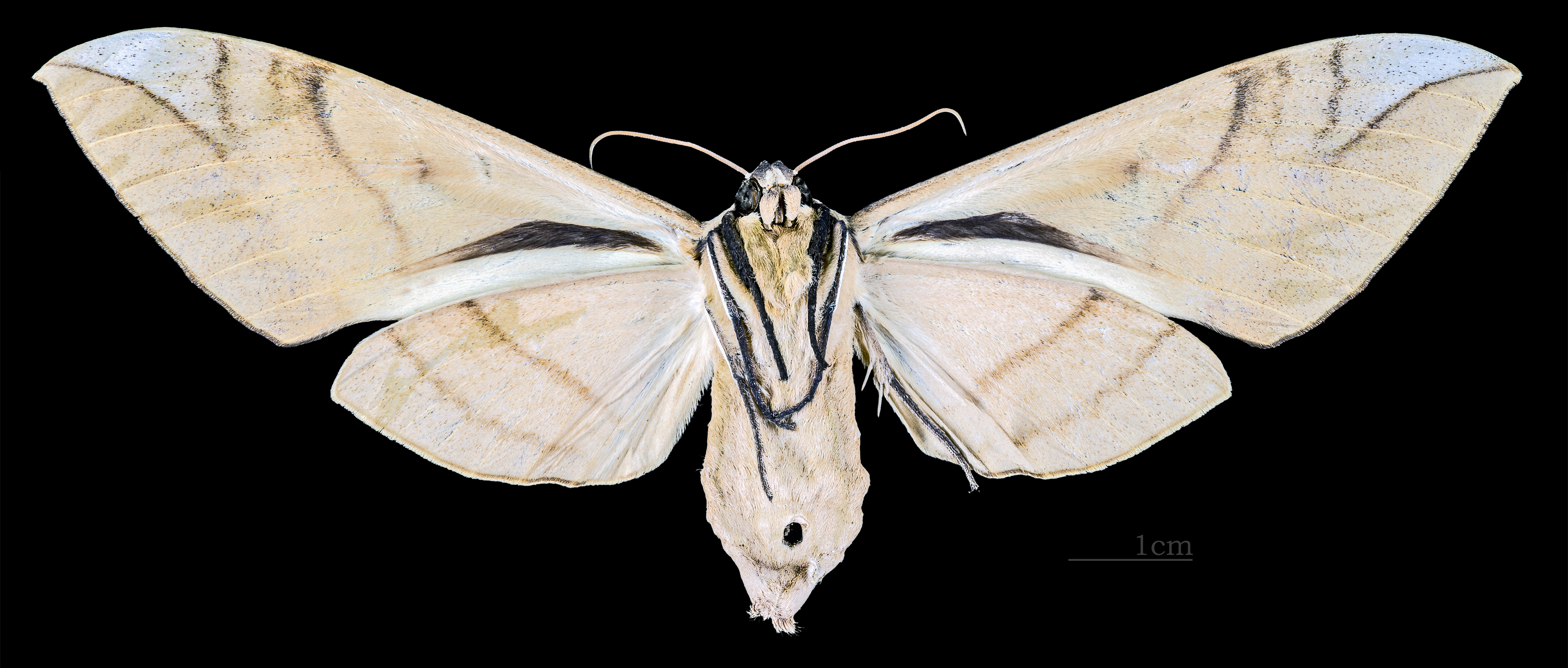
Clanis bilineata bilineata ♀  △

## Underarter
- Clanis bilineata bilineata
- Clanis bilineata formosana
- Clanis bilineata tsingtauica

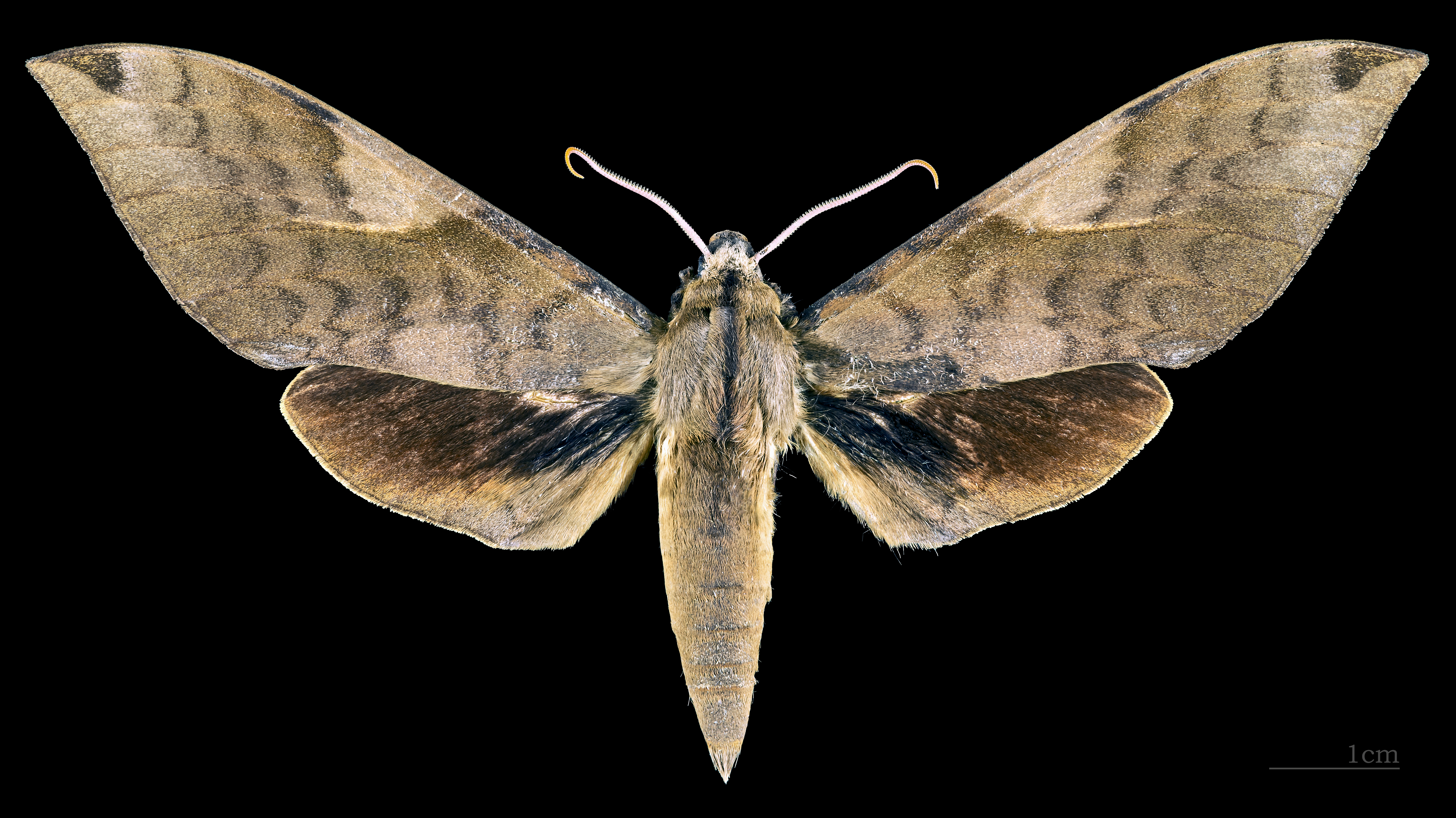
Clanis bilineata formosana ♂
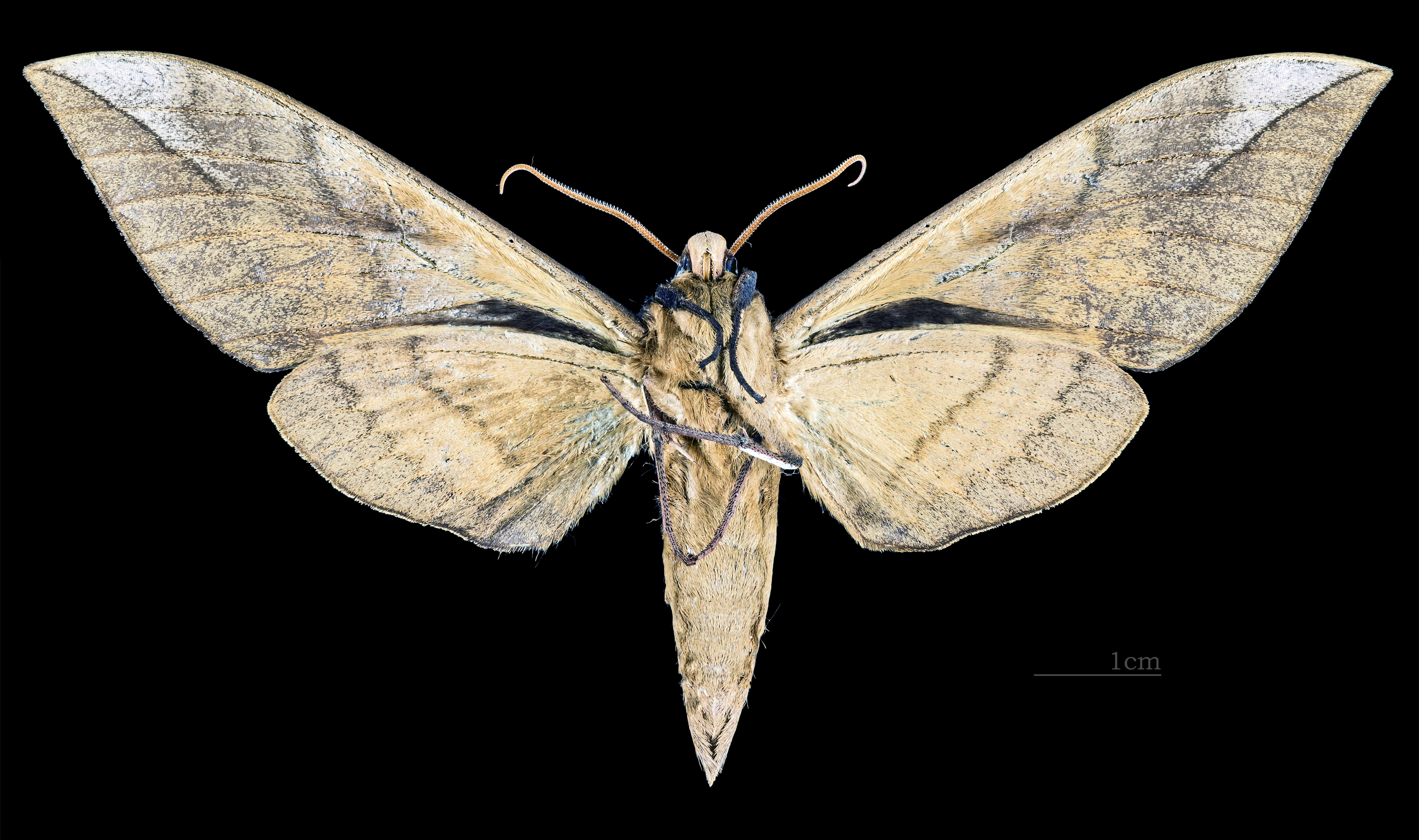
Clanis bilineata formosana ♂△
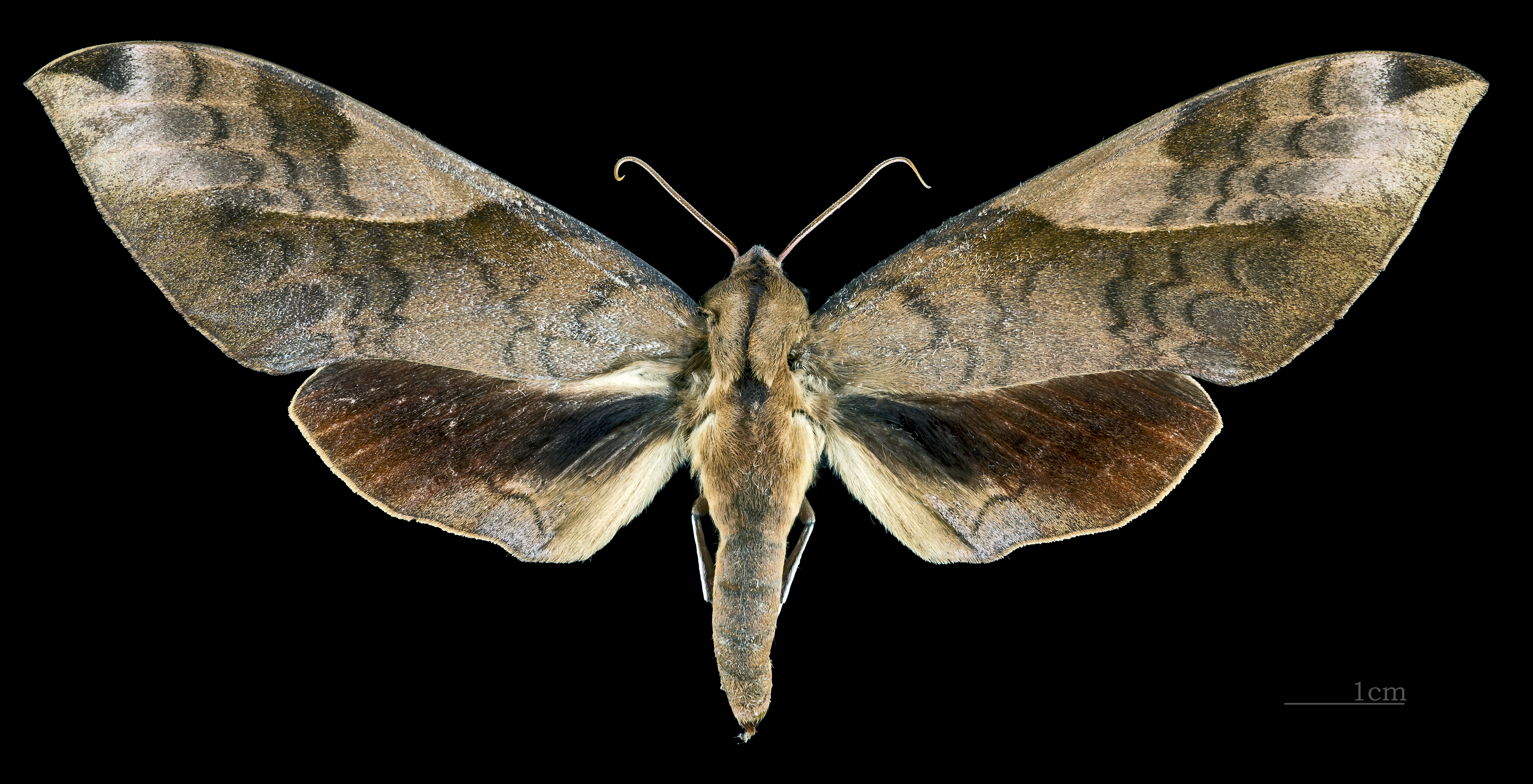
Clanis bilineata formosana ♀
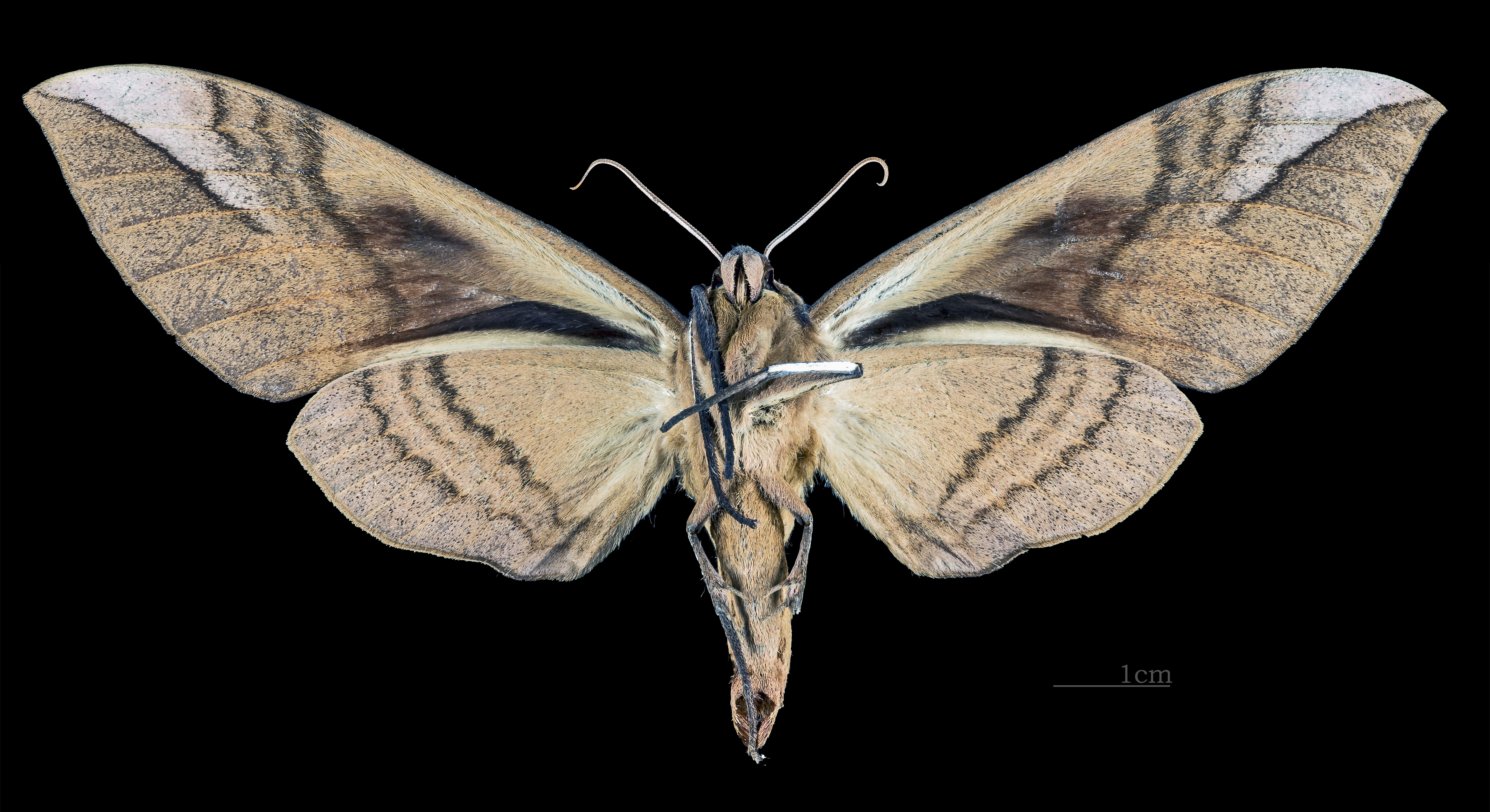
Clanis bilineata formosana ♀ △

## Bildgalleri

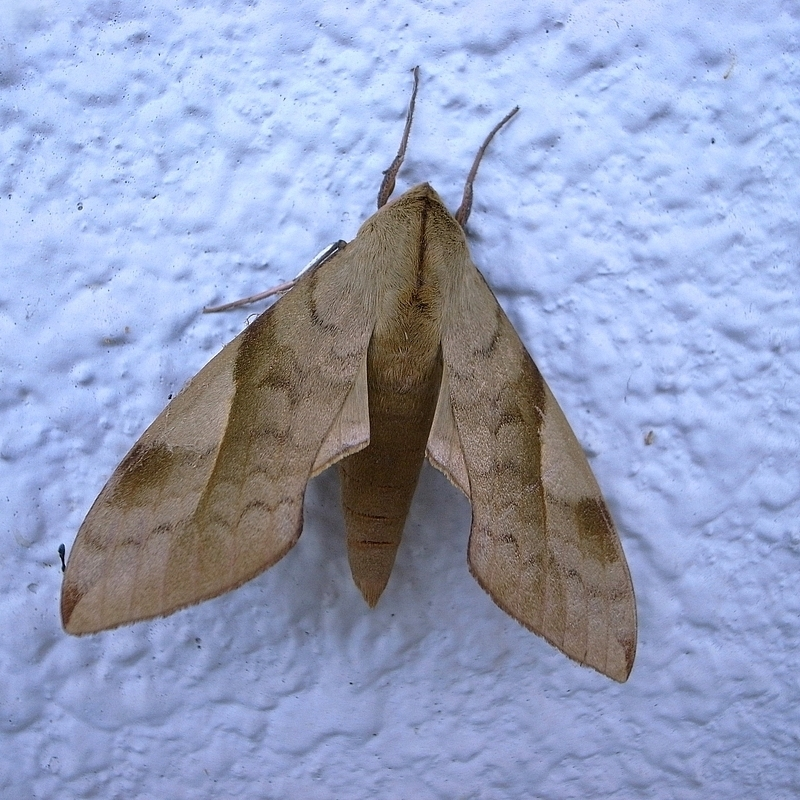